# Metisa
Metisa é um gênero de mariposa pertencente à família Acrolophidae.